# Бікмурзино (Акбулацький район)
Бікму́рзино (рос. Бикмурзино) — селище у складі Акбулацького району Оренбурзької області, Росія.
Старі назви — Бекмурзино, Кзилту.

## Населення
Населення — 156 осіб (2010; 222 у 2002).
Національний склад (станом на 2002 рік):
- казахи — 88 %